# Lucretia (Britten)

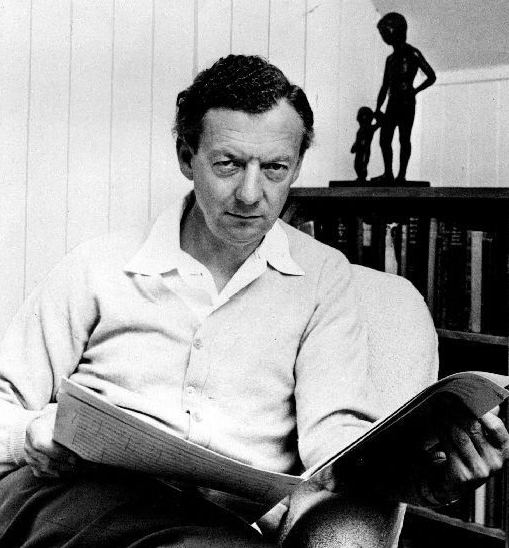
Benjamin Britten

Lucretia (engelska: The Rape of Lucretia) är en engelsk opera från 1946 i två akter med musik av Benjamin Britten. Librettot av Ronald Duncan bygger på André Obeys pjäs Le viol de Lucrèce (1931). Verket är Brittens första kammaropera med mycket sparsam orkesterbesättning bestående av åtta sångsolister och tretton orkestermusiker.

## Den litterära förlagan
André Obey skrev ursprungligen sitt teaterstycke för en fransk teaterensemble (La Compagnie des Quinze, som leddes av Jacques Copeau) och pjäsen gick bra både i Paris och i London. Obeys bygger sin pjäs på källor från Livius Andronicus och Ovidius. Han har i stor utsträckning även citerat Shakespeare som använde temat i en ungdomsdikt och som han också uttryckte i pjäserna Macbeth och Cymbeline.

## Bakgrund
I juni 1945 hade Brittens opera Peter Grimes haft premiär på teatern Sadler's Wells i London. Tanken var att även premiären av The Rape of Lucretia skulle äga rum där. Under tiden som teaterns producent, Eric Crozier, satte uppe en annan opera på Lyric Theatre mötte han dess ledare Rudolf Bing. Han var på väg att återvända till Glyndebourne Festival Opera och frågade Crozier om det fanns någon chans att nästa Brittenopera kunde sättas upp där. Crozier for ner till Glyndebourne för att försöka övertala operachefen John Christie om ett samarbete. Bing försäkrade Christie att ett samgående med Britten och dennes kollegor skulle löna sig. Resultatet blev att Britten, tenoren och Brittens livskamrat Peter Pears, Eric Crozier och sopranen Joan Cross bröt samarbetet med Sadler's Wells, och tillsammans med Bing och Christie bildade de Glyndebourne English Opera Company. Tanken var att utnyttja tiden mellan juni och oktober (då de flesta teatrar är stängda och sångarna utan jobb) till att repetera, uppföra operor och sedan åka på turné. Med en liten ensemble skulle omkostnaderna sjunka och bli billigare, och via turnéer kunde en ny publik få möjlighet att se och upptäcka nyskrivna operor.

## Historia
Britten åtog sig att komponera en opera för åtta sångare och tolv musiker till sommaren 1946. Crozier föreslog historien om Lucretia och Britten valde Robert Duncan som librettist. The Rape of Lucretia var ett försök att skapa en ny form av opera, i vilken inte bara varje sångare utan även varje musiker var en solist; opera som kammarmusik. Duncan använde Obeys teknik med två berättare, en manlig och en kvinnlig vilka inte bara berättar historien utan också kommenterar handlingen. Britten och Duncan gav emellertid berättarkören en annorlunda betydelse än i de litterära förebilderna. Dess kommenterande roll erinrar i sin funktion om kören i ett antikt grekiskt drama, men det kristna textinnehållet verkar här vara mer lämpat för en passionsberättelse.

## Repetition och premiär
Repetitionerna komplicerades av det faktum att uppsättningen krävde två rollbesättningar så att operan kunde spelas varje kväll i tre månader utan att överanstränga sångarnas röster. Varje sångarlag hade sin egen dirigent; Ernest Ansermet ledde det första med Pears som den Manlige kören, Joan Cross som den Kvinnliga kören, Owen Brannigan som Collatinus och Otakar Kraus som Tarquinius, samt Kathleen Ferrier i sin operadebut som Lucretia. Reginald Goodall ledde det andra sångarlaget. Efter två veckors repetitioner var Britten mycket nöjd med både Glyndebourne, orkestern och Ansermet. Librettisten Robert Duncan noterade emellertid en ökande spänning mellan Britten och Crozier mot Rudolf Bing, liksom ett visst avståndstagande från Britten mot Christie, vilket berodde på Christie dominanta sätt. Duncan antydde att Christie var mer intresserad av den nya toaletten i foajén än vad som pågick uppe på scenen. Han sa sällan några uppmuntrande kommentarer om operan och kritiserade både kostymer och dekor.
Operan uruppfördes den 12 juli 1946 med Kathleen Ferrier och Peter Pears i titelrollerna, och med Ernest Ansermet som dirigent. Publikens gensvar var avvaktande men artigt. Recensionerna var positiva om dock lite reserverade. Den största kritiken vändes mot Duncans libretto, som ansågs överarbetat och pretentiöst. Efter två veckors speltid på Glyndebourne var det dags för turné. Men den blev ett ekonomiskt fiasko. Operan spelades för halvtomma salonger i Edinburgh, Glasgow, Liverpool, Manchester och Oxford. Hade det inte varit för att Christie redan hade annonserat att Brittens operakompani skulle återkomma till Glyndebourne nästa sommar med en nyuppsättning av Lucretia skulle antagligen The Glyndebourne English Opera Company ha upphört att existera med omedelbar verkan. Till 1947 års uppsättning omarbetade Britten librettot och en ny aria skrevs för Collatinus i akt I.
Christie avsade sig emellertid ansvaret för fler turnéer och Britten var bara glad över att avsluta samarbetet med Christie och Glyndebourne. Operakompaniet upplöstes och ersattes av English Opera Group, som skulle komma att uruppföra de flesta av Brittens följande operor.
Duncan hade antagit att han och Britten skulle fortsätta samarbetet och skriva flera operor tillsammans. Britten hade till och med uppmuntrat honom att börja arbeta med Jane Austens roman Mansfield Park på förslag av Joan Cross. De diskuterade också att skriva ett oratorium som svar på atombomberna över Hiroshima och Nagasaki. Duncan började arbeta med Austenlibrettot och fick via omvägar höra talas om att Britten redan arbetade på en annan opera, Albert Herring, tillsammans med Crozier. När han konfronterade Britten erkände han det hela men gav ingen förklaring och Duncan avkrävde heller ingen. Det som sårade honom mest var inte att bli utbytt utan att få höra om saken av andra.

### Svenska uppsättningar
I Sverige spelades den första gången den 17 oktober 1949 på Stora Teatern, Göteborg. Man gjorde ett experiment i regi av Bengt Peterson med ett framförande den 7 juni 1958 på Drottningholms slottsteater (3 föreställningar), där man använde en 1700-talsdekor och den sattes även upp på Blancheteatern den 20 september 1958 (10 föreställningar).

## Personer
- Prins Tarquinius Sextus (baryton)
- Collatinus, romersk general (bas)
- Junius, romersk general (baryton)
- Lucretia, Collatinus hustru (altstämma)
- Lucia, Lucretias tjänarinna (sopran)
- Bianca, Lucretias gamla amma (mezzosopran)
- Manlig Kör (tenor)
- Kvinnlig Kör (sopran)

## Handling
Operan utspelar sig i Rom år 510 f.kr.

### Akt I
Scen 1. Den etruskiske prinsen Tarquinius Superbus har vunnit Roms tron genom mord, och hans son Tarquinius Sextus regerar Rom "som vore det en sköka". Han försöker avleda den inre oron i riket genom att kriga mot grekerna. Generalerna Collatinus och Junius sitter i ett tält i det romerska lägret och dricker med Tarquinius. De berättar att några av generalerna kvällen innan ridit till Rom för att pröva sina hustrus trohet, men den enda som bestod provet var Collatinus hustru Lucretia. Tarquinius utbringar en skål för denna ärbara kvinna. I sin irritation lämnar Junius tältet och beklagar sig över hans egen hustrus otrohet och Lucretias dygd säkert kommer att förändra maktbalansen mellan honom själv och Collatinus. Då han har blivit ensam med Tarquinius provocerar han honom listigt till att vilja pröva om han kan besegra Lucretias dygd. Tarquinius sänder bud efter sin häst och rider till Rom.
(Mellanspel: en skildring v Tarquinius ritt till Rom.)
Scen 2. I sitt och Collatinus hus sitter Lucretia och syr medan hennes gamla amma Bianca och tjänsteflickan Lucia spinner. Lucretias tankar är hos Collatinus. Hon tycker sig höra att det bultar på porten, men Lucia slår bort det och säger att de bör gå till sängs alla tre. Plötsligt bankar det hårt på porten: det är Tarquinius som kräver att bli insläppt. Under förevändning att hans häst har blivit halt ber han om tak över huvudet trots att palatset ligger alldeles i närheten. Lucretia för honom till ett gästrum.

### Akt II
Scen 1. Etruskerna har utsatt Rom för en fruktansvärd förstörelse. Men vad betyder de yttre härjningarna mot den inre förstörelsen? Romarna har ännu kvar ett sista inre bålverk mot de sedeslösa etruskerna, den dygdiga Lucretia. Tarquinius smyger sig in till den sovande Lucretia och väcker henne med en kyss, men hon vill inte ge efter för hans begär. Till sist rycker han av täcket, hotar henne med sitt svärd och släcker ljuset vid sängen.
(Mellanspel: Koral över Kristi lidande, när dygden "ansätts av synd":)
Scen 2. Nästa morgon ber Lucretia Lucia att söka upp Collatinus, överlämna en av de orkidéer Lucia just har gett henne och säga att den kommer från en romersk sköka. Hon flätar en krans av resten. Lucia konstaterar att Tarquinius har ridit sin väg på en av husets hästar, men Bianca hindrar henne från att gå med bud till Collatinus. Hon anser att det är bäst att han inte får veta vad som har hänt på natten. Men det är för sent, ty Collatinus är redan hemma med Junius som har berättat för honom att Tarquinius återvänt till lägret på en av Collatinius egna hästar.
Lucretia går dem till mötes i purpurfärgad sorgdräkt och berättar om sin skam. Collatinus vill förstå och förlåta men Lucretia väljer att dö för egen hand. Medan Collatinus knäböjer vid hennes döda kropp uppmanar Junius det romerska folket att hämnas. Kören slår fast att Kristi lidande är människornas hopp.

## Orkestern
Britten skrev operan för en mindre ensemble bestående av tolv musiker: tvärflöjt (dubblerar på piccolaflöjt och altflöjt), oboe (dubblerar på engelskt horn), klarinett (dubblerar på basklarinett), fagott, valthorn, slagverk, harpa, stråkkvartett inklusive kontrabas. Dirigenten ska dessutom spela recitativen på piano.